# Commandos: Behind Enemy Lines
Commandos: Behind Enemy Lines, é um jogo de computador que faz parte da saga Commandos.

## Commandos: Behind Enemy Lines (Atrás das linhas Inimigas)
Lançado em 1999 para PC, este jogo foi considerado inovador na época, devido à sua forma de gameplay e à inteligência artificial dos soldados inimigos. Tendo dado origem a toda uma série, este primeiro título costuma ser classificado como o mais difícil da saga.

### Missões
Algumas das missões do CBEL são baseadas em filmes de ficção e factos reais da Segunda Guerra Mundial.
Por exemplo, a missão Reverse engineering, no qual o objectivo é destruir uma barragem, o objectivo e o estilo do mapa é baseado no filme "Force 10 from Navarone"; a missão quarta missão (Restore Pride), a parte de destruir a vila alemã é do filme "The Dirty Dozen"; a quinta missão, a parte do teleférico, faz lembrar o filme "Where Eagles Dare"; missão D-Day Kickoff, no qual o objectivo é destruir artilharia costeira, filme "The Guns of Navarone"; missão End of the Butcher, que é o assassinato de um oficial alemão terá sido copiado do filme "Dirty Dozen: Next Mission".
1. Baptism of fire
2. A Quiet Blow-up
3. Reverse engineering
4. Restore pride
5. Blind justice
6. Menace of the Leopold
7. Chase of the Wolves
8. Pyrotechnics
9. A courtesty call
10. Operation Icarus
11. In the soup
12. Up on the roof
13. David and Goliath
14. D-Day kick off
15. The end of the Butcher
16. Stop wildfire
17. Before dawn
18. The force of Circumstance
19. Frustrate retaliation
20. Operation Valhalla

## Expansão
Também publicado para PC, sob o nome Commandos: Beyond the Call of Duty (Um Chamado para o Dever), traz apenas algumas novas funcionalidades nas personagens, tal como armas e duas novas personagens.

### Missões
1. Dying Light
2. The Asphalt Jungle
3. Dropped Out of the Sky
4. Thor's Hammer
5. Guess Who's Coming Tonight
6. Eagle's Nest
7. The Great Escape
8. Dangerous Friendships